# おとぼけ探偵団の大冒険
おとぼけ探偵団の大冒険またはクルークラブ（原題：Clue Club）とは、1976年に放送されたアメリカ合衆国のテレビアニメ。日本では東京12チャンネル（現：テレビ東京）のマンガのくにで1978年7月5日から7月22日まで放送され、1979年4月7日から7月21日まで土曜版で再放送された。

## キャラクター
ラリー
声：デイビット・ジョリフ、田中秀幸（日本語吹き替え版）
おとぼけ探偵団のリーダーとして所属している男の子、犯人に直接あったり、事件の調査結果をドッティーたちに伝えている。
D.D.
声：ボブ・ヘイスティングス、八代駿（日本語吹き替え版）
おとぼけ探偵団に所属しているメガネの男の子、シャーロック・ホームズのような帽子を被っている。
ペッパー
声：パトリシア・スティッチ、岡本茉利（日本語吹き替え版）
おとぼけ探偵団に所属している女の子、手掛かり・証拠の担当。
ドッティー
声：タラ・タルボーイ、小山まみ（日本語吹き替え版）
おとぼけ探偵団に所属している13歳の女の子。
ウィンパー
声：ジム・マッジョージ、雨森雅司（日本語吹き替え版）
鹿撃ち帽を被ったブラッドハウンド。
ウーファー
声：ポール・ウィンチェル、青野武（日本語吹き替え版）
理解力の高きバセットハウンド。
バグリー保安官
声：ジョン・スティーヴンソン
おとぼけ探偵団を最も信頼している保安官。

## 吹き替え声優
- 田中秀幸
- 岡本茉利
- 八代駿
- 小山まみ
- 雨森雅司
- 青野武
- 宮村義人
- 宮沢元
- 谷口節
- 秋元千賀子
- 黒部鉄 (現：屋良有作)
- 山岡葉子

## サブタイトル
| 話数 US | 話数 JP | サブタイトル                     | 原題                                | 備考  |
| ------- | ------- | -------------------------------- | ----------------------------------- | ----- |
| 1       | 1       | 謎のニセ札事件                   | The Paper Shaper Caper              |       |
| 2       | 2       | 謎の宝石盗難事件                 | The Case of the Lighthouse Mouse    |       |
| 3       | 3       | 謎のゴンドラ事件                 | The Real Gone Gondola               |       |
| 4       | 4       | 美術品盗難事件                   | Who's to Blame for the Empty Frame? |       |
| 5       | ?       | 不明                             | The Weird Seaweed Caper             |       |
| 6       | 5       | パーティー宝石盗難事件           | The Green Thumb Caper               | [ 3 ] |
| 7       | 6       | 消えた空港事件                   | The Disappearing Airport Caper      |       |
| 8       | 7       | 大金庫消失事件                   | The Walking House Caper             |       |
| 9       | 8       | 宇宙発電装置盗難事件             | The Solar Energy Caper              |       |
| 10      | 9       | 消えた金塊輸送車事件             | The Vanishing Train Caper           |       |
| 11      | 10      | 大石像消失事件                   | The Dissolving Statue Caper         |       |
| 12      | 11      | 10万豚・トン走事件               | The Missing Pig Caper               |       |
| 13      | 12      | 動物空輸事件                     | One of Our Elephants Is Missing     |       |
| 14      | ?       | 不明                             | The Amazing Heist                   |       |
| 15      | 14      | 消え失せた空中ブランコスター事件 | The Circus Caper                    |       |
| 16      | 15      | 映画監督失ソウ事件               | The Prehistoric Monster Caper       |       |

## 日本語版制作スタッフ
- 翻訳：安西秀織
- 制作：グロービジョン
- 配給：インタープログラムズ